# Löschwasserbrunnen

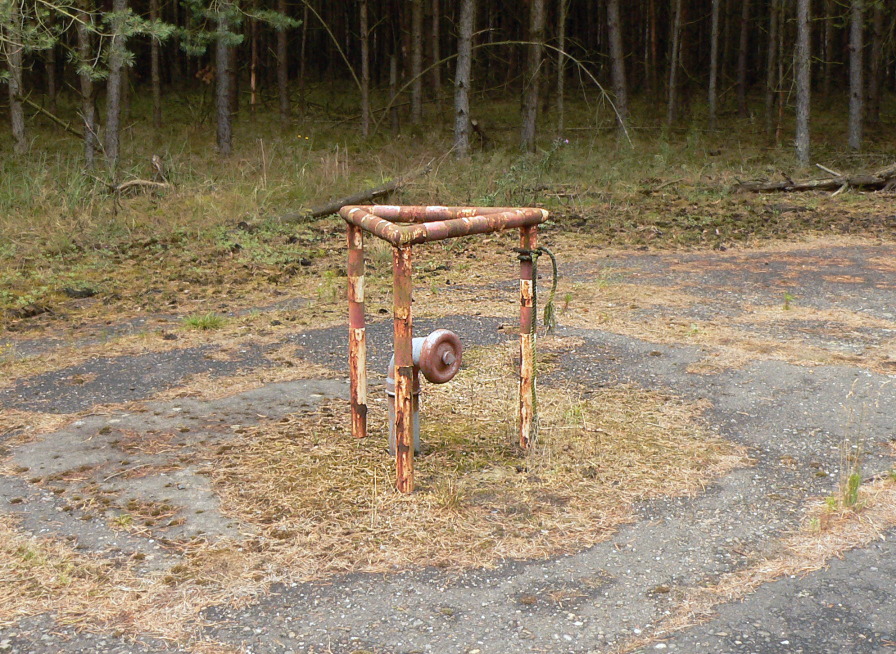
Löschwasserbrunnen im Gartower Forst

Hinweisschild auf einen Löschwasserbrunnen für den Saugbetrieb

Hinweisschild auf einen Löschwasserbrunnen mit Tiefpumpe

Ein Löschwasserbrunnen ist eine künstlich angelegte Entnahmestelle für Löschwasser aus dem Grundwasser. Das Löschwasser kann durch Saugbetrieb oder mittels einer Tiefpumpe über einen Löschwassersauganschluss entnommen werden.

## Betriebsarten
Liegt der Wasserspiegel in Ruhe oder während des Saugvorgangs immer oberhalb von 7,5 Meter, kann der Brunnen für den Saugbetrieb ausgeführt werden. Sinkt der Wasserspiegel unter diesen Wert ab, muss ein Brunnen mit Tiefpumpe angelegt werden, da sonst die maximale geodätische Saughöhe überschritten wird und ein Saugbetrieb mit der Feuerlöschpumpe nicht möglich ist.
Ein Brunnen mit Tiefpumpe ist so ausgeführt, dass die Pumpe ausreichend tief unter dem abgesenkten Grundwasserstand sitzt und das Wasser unter Druck zur Feuerlöschpumpe hinauf befördert wird um das Problem der geodätischen Saughöhe zu umgehen. Die Tiefpumpe kann entweder als Elektrotauchpumpe oder als Turbinentauchpumpe ausgeführt sein, was teilweise am Kennzeichnungsschild mit einem E oder einem T rechts neben dem B sichtbar gemacht wird.

## Ergiebigkeit
Nach DIN 14220 werden Löschwasserbrunnen außer nach der Betriebsart auch nach ihrer Ergiebigkeit eingeteilt.
- klein: 400–800 l/min
- mittel: 800-1.600 l/min
- groß: über 1.600 l/min

Die Ergiebigkeit muss bei der Neueinrichtung zwei Stunden überprüft und erreicht werden.

## Anforderungen
- Befestigte Zufahrt
- Schutz vor Beschädigung
- jederzeit zugänglich
- Absperrvorrichtung für Brunnen, bei denen die Entnahmestelle unterhalb des Grundwasserspiegels liegt (Artesischer Brunnen)[1]

## Geschichte
Die Vorläufer der heutigen Löschwasserbrunnen waren auf dem Lande die Gemeindeziehbrunnen. Vor der Gründung von Feuerwehren waren sie häufig einer der wenigen Möglichkeiten der Löschwasserentnahme für eine Brandbekämpfung. Am Brunnen mussten große Eimer mit einer Ziehkette vorgehalten werden.

## Finnland
In Finnland sind Löschwasserbrunnen mit einem roten Buchstaben v gekennzeichnet.